# اسپاتد هورس (وایومینگ)
اسپاتد هورس (به انگلیسی: Spotted Horse) یک منطقهٔ مسکونی در ایالات متحده آمریکا است که در شهرستان کمبل، وایومینگ واقع شده‌است. اسپاتد هورس ۱٬۲۲۷٫۱۴ متر بالاتر از سطح دریا واقع شده‌است.